# Rhododendron bureavii
Rhododendron bureavii là một loài thực vật có hoa trong họ Thạch nam. Loài này được Franch. miêu tả khoa học đầu tiên năm 1887.

## Hình ảnh

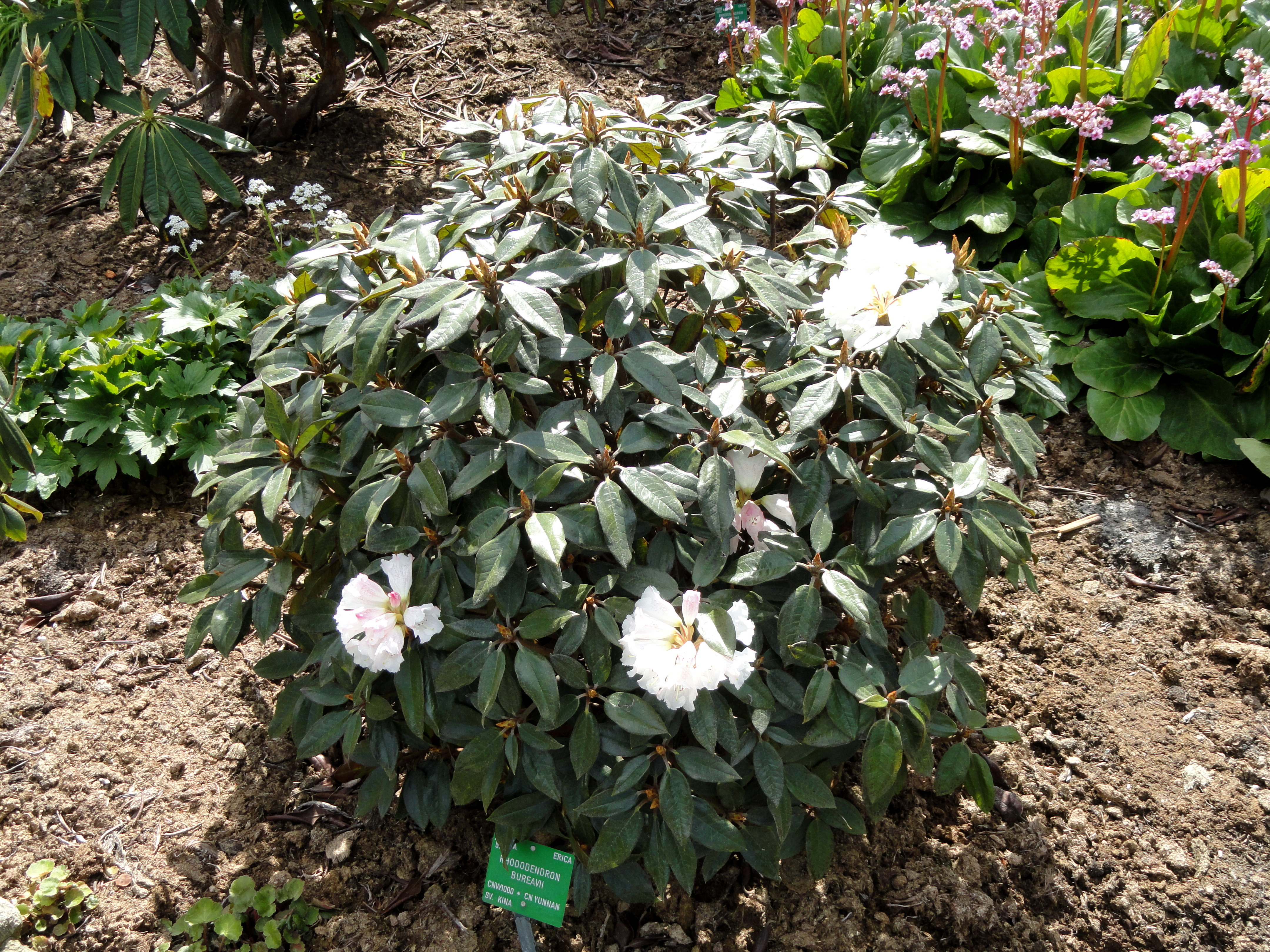
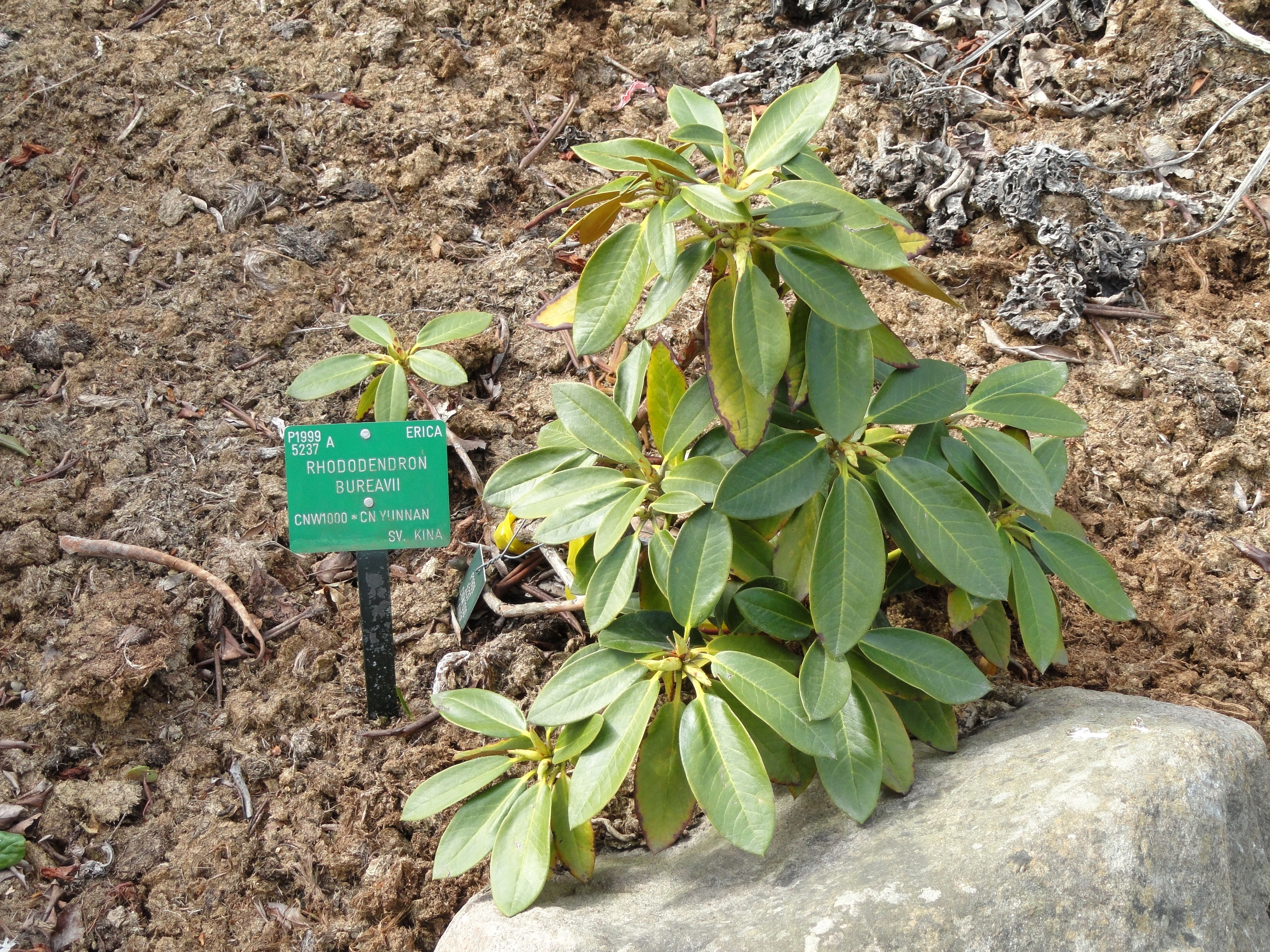
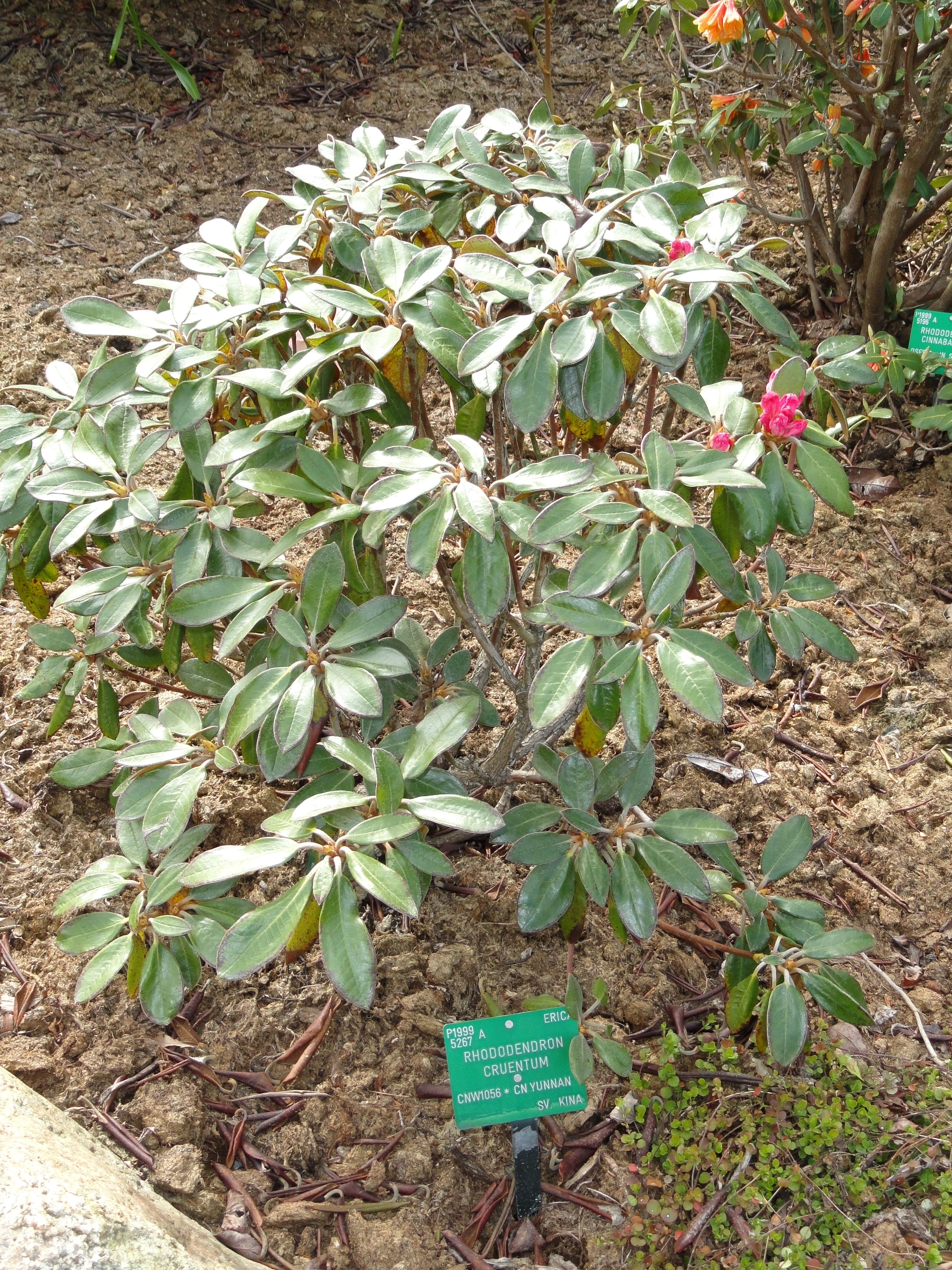
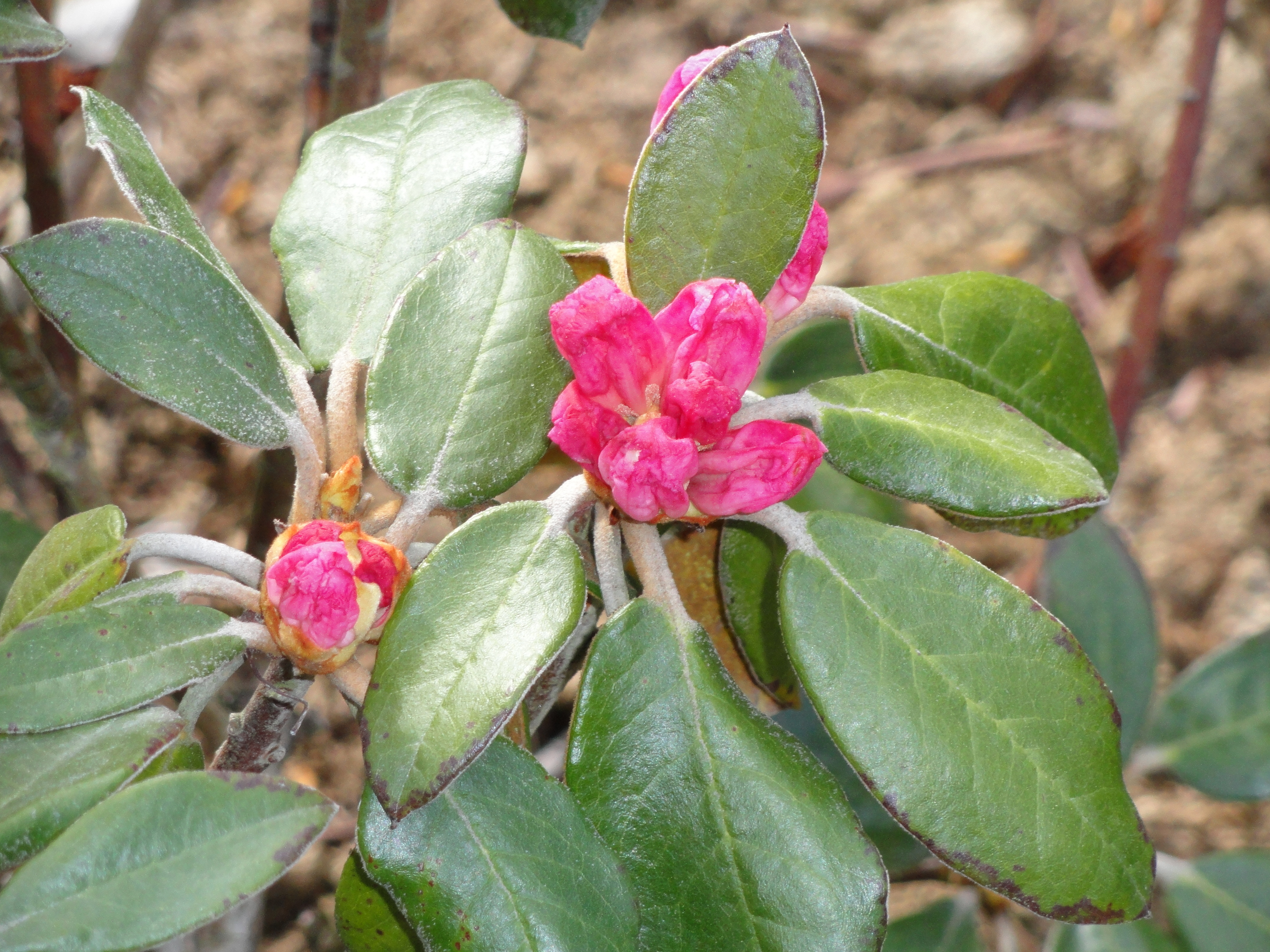